# جيمي كوك
جيمي كوك (بالإنجليزية: Jamie Cook)‏ (2 أغسطس 1979 في المملكة المتحدة - ) هو لاعب كرة قدم بريطاني في مركز الوسط. لعب مع أكسفورد يونايتد وروشدين ودايموندز وستيفيناغ بوروه ونادي كرولي تاون ونادي باث سيتي وأكسفورد سيتي وويتني تاون ‏ ونادي بوسطن يونايتد.

## مسيرته المهنية
بدأ كوك مسيرته في كرة القدم مع نادي أكسفورد يونايتد حيث شارك في دوري كرة القدم الإنجليزي 77 مرة وقام بتسجيل سبعة أهداف. أنضم كوك عام 2000 إلى نادي بوسطن يونايتد والذي فاز ببطولة الكونفرنس ليج ضد فريق نادي داغنهام وريدبريدج في ذلك الموسم.

## وصلات خارجية
- جيمي كوك على موقع قاعدة بيانات كرة القدم.إي يو (الإنجليزية)
- جيمي كوك على موقع Soccerbase.com (لاعب) (الإنجليزية)